# Hiroyuki Furuta
Hiroyuki Furuta (古田 寛幸 Furuta Hiroyuki?), född 23 maj 1991 i Hokkaido prefektur, är en japansk fotbollsspelare.
Furuta började sin karriär 2009 i Consadole Sapporo. Efter Consadole Sapporo spelade han för Kamatamare Sanuki, Zweigen Kanazawa och Blaublitz Akita.